# 一矢 (漫談家)
一矢（かずや、1947年3月31日 - ）は、東京演芸協会及び落語芸術協会所属の漫談家。東京演芸協会では、現監事。本名∶中島 福雄。旧芸名は「仲一也」。

## 経歴
長野県飯田市出身。1973年牧野周一の紹介で、佐藤事務所の所属となり、模写漫談としてデビュー。また和田アキ子の司会者として5年間勤める。また、1982年6月19日お笑いスター誕生に西仁とのコンビVANVANで初出場を果たす。1週勝ち抜き。
現在は、相撲の呼び出しの衣装で相撲漫談を確立。また、1985年から1993年まで、読売ジャイアンツの選手のイベント司会者としても活躍した。

## 人物
好田タクトのインターネットの番組、タクトの部屋の第1回目のゲストである。

## 出演番組
- NHK 昼のプレゼント
- NHK サンデージョッキー
- NTV お笑いスター誕生!!
- TBS らんまん寄席
- 文化放送 出前寄席
- NHKBS 演芸特選